# 新塞德洛
新塞德洛是捷克的城鎮，位於該國西部奧赫熱河左岸，距離首府卡羅維發利11公里，由卡羅維發利州負責管轄，面積16.98平方公里，海拔高度427米，2011年人口2,646。

## 外部連結
- Municipal website （页面存档备份，存于）